# D 110 (Türkei)
Die Straße D 110 (Devlet yolu 110) ist eine 167 oder 172 km lange Straße in der Türkei. Sie führt von der Grenze zwischen Griechenland und der Türkei vom griechischen Alexandroupolis kommend über den Grenzfluss Meriç Nehri/Έβρος Evros (Mariza) in Richtung Istanbul, endet aber bereits in Silivri, wo sie auf die Straße D 100 (Europastraße 80) trifft. Die D 110 ist selbst von der Grenze bis Keşan Teil der Europastraße 90, von Keşan bis Silivri der Europastraße 84.

## Verlauf

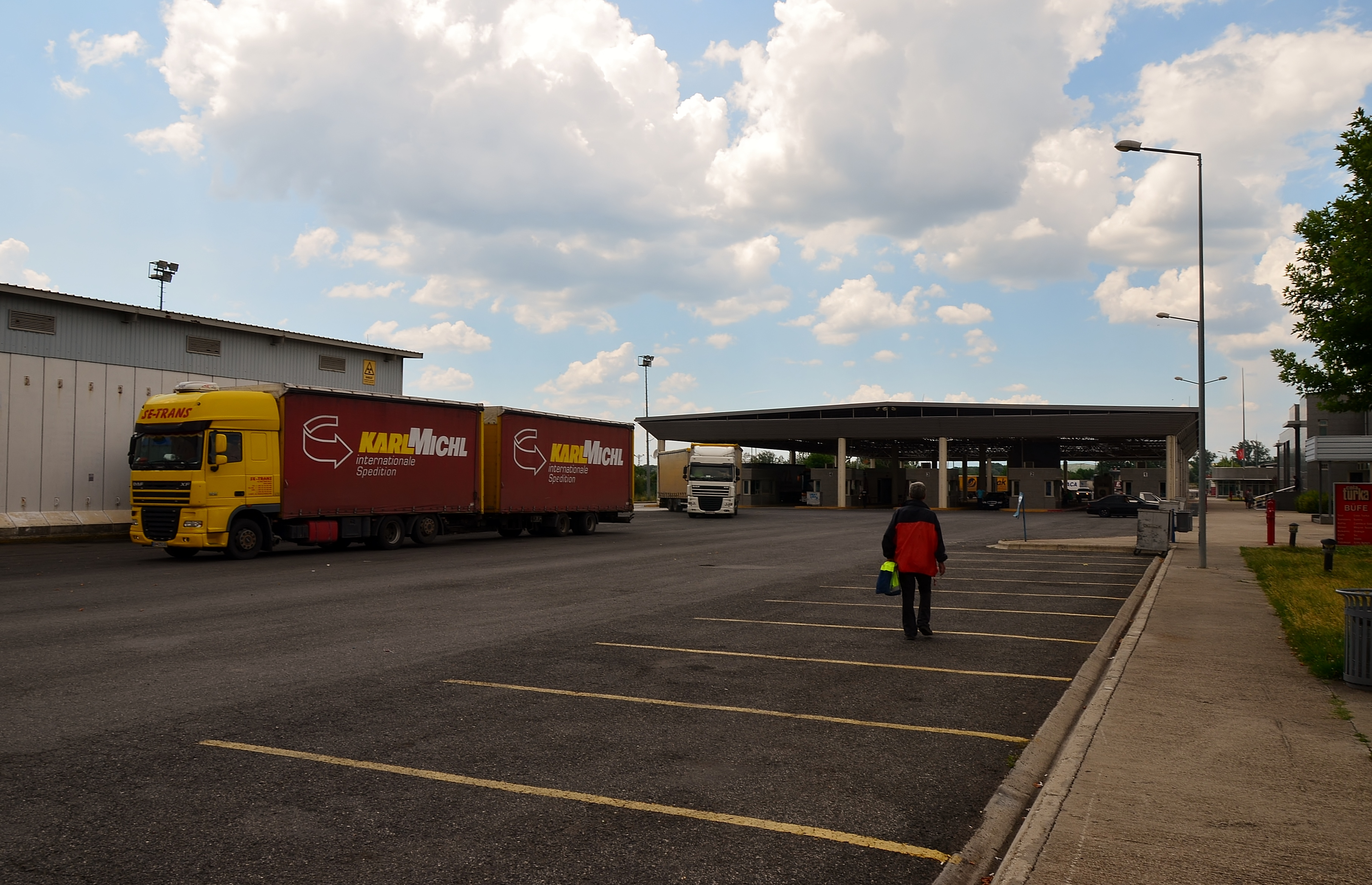
Grenzübergang nach Griechenland (2015)

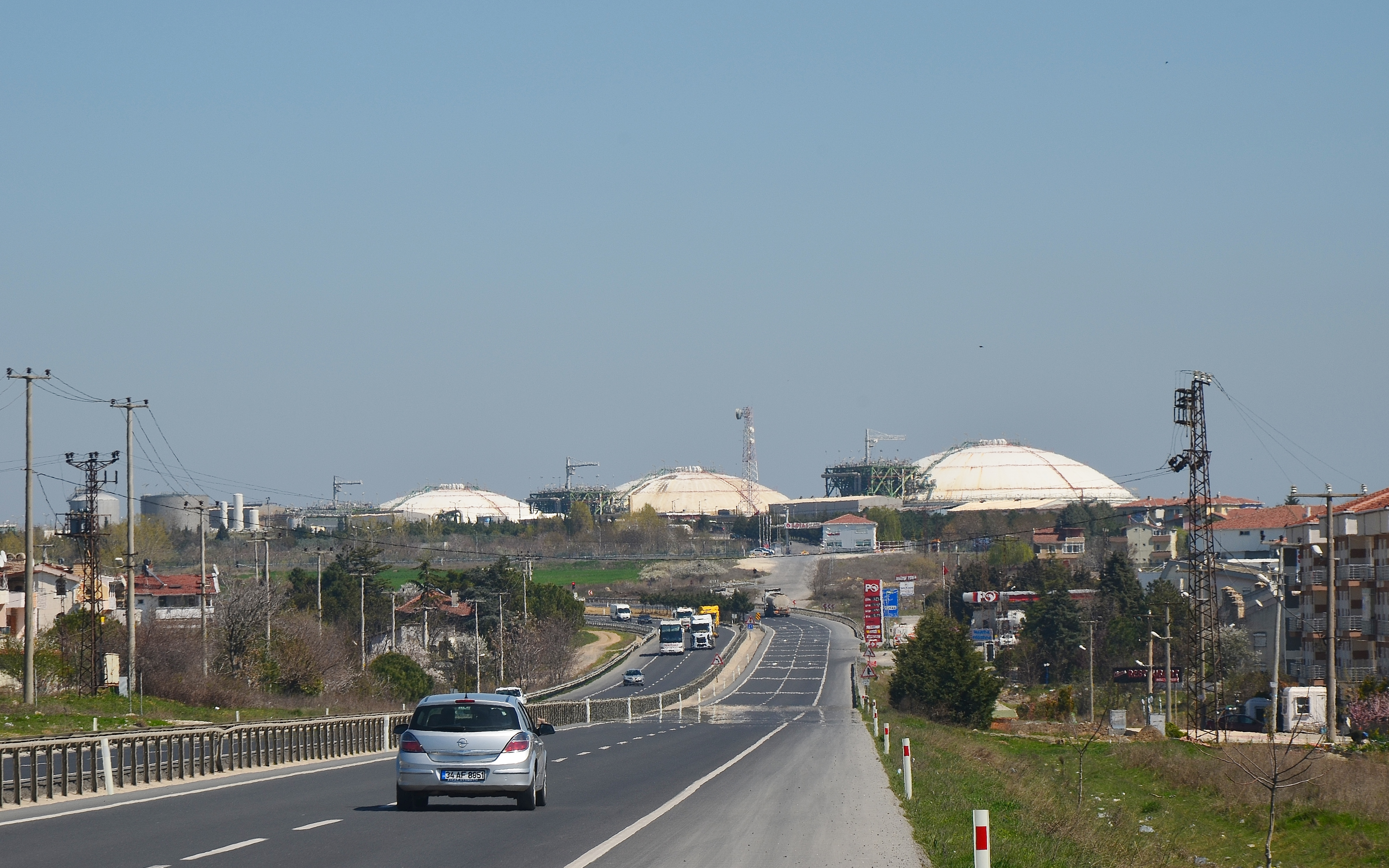
Die Straße in Marmaraereğlisi

Die Straße beginnt im Westen an der Grenzbrücke zu Griechenland bei İpsala und führt von dort durch Ostthrakien nach Keşan. Dort wird die D 550, eine der wichtigsten Nord-Süd-Achsen des Lands, gekreuzt. Die D 110 setzt sich über Malkara nach Tekirdağ fort und erreicht dort das Nordufer des Marmarameers, dem sie weiter über Marmaraereğlisi nach Osten folgt, bis sie in Silivri auf die D 100 trifft und dort endet.